# Coparsit
Coparsit (IMA-Symbol Cop) ist ein sehr selten vorkommendes Mineral aus der Mineralklasse der „Phosphate, Arsenate und Vanadate“ mit der idealisierten chemischen Zusammensetzung Cu2+4O2(AsO4)Cl – in der kristallchemischen Strukturformelschreibweise auch Cu2+4[O2|Cl|(AsO4)] – und damit chemisch gesehen ein Kupfer-Arsenat mit zusätzlichen Sauerstoff- und Chlorionen.
Coparsit kristallisiert im orthorhombischen Kristallsystem und entwickelt tafelige, nach der b-Achse gestreckte Kristalle bis etwa 0,4 mm mit einem metallischen Glanz auf den Oberflächen. Das vollkommen undurchsichtige (opake) Mineral ist von dunkelgrauer bis schwarzer Farbe, hinterlässt aber auf der Strichtafel einen braunen Strich.

## Etymologie und Geschichte
Coparsit wurde erstmals in Mineralproben von der Fumarole Jadowitaja („Die Giftige“; russisch: Ядовитая; ) am zweiten Schlackenkegel des Vulkans Tolbatschik auf der Halbinsel Kamtschatka im russischen Föderationskreis Ferner Osten entdeckt. Die Analyse und Erstbeschreibung erfolgte durch Lidija Pawlowna Wergassowa, Galina L. Starova, Sergey V. Krivovichev, Stanislaw K. Filatow und Vladimir V. Ananiev, die das Mineral nach dessen Hauptkomponenten Kupfer (englisch Copper) und Arsen  in der chemischen Formel benannten.
Das Mineralogenteam sandte die Untersuchungsergebnisse und den gewählten Namen 1996 zur Prüfung an die International Mineralogical Association (interne Eingangs-Nr. der IMA: 1996-064) ein. Da zu diesem Zeitpunkt allerdings die Beschreibung noch nicht vollständig verfügbar war, wurde der Coparsit erst mit der nachfolgenden Einreichung unter der Nummer 1996-064a als eigenständige Mineralart anerkannt.
Das Typmaterial des Minerals wird in der Mineralogischen Sammlung der Staatlichen Bergbau-Universität Sankt Petersburg (ehemals Staatliches Bergbauinstitut) in Sankt Petersburg unter der Katalog-Nr. 3107/2 aufbewahrt.

## Klassifikation
Da der Coparsit erst 1996 als eigenständiges Mineral anerkannt wurde, ist er in der seit 1977 veralteten 8. Auflage der Mineralsystematik nach Strunz noch nicht verzeichnet.
Im zuletzt 2018 überarbeiteten und aktualisierten Lapis-Mineralienverzeichnis nach Stefan Weiß, das sich aus Rücksicht auf private Sammler und institutionelle Sammlungen noch nach dieser alten Form der Systematik von Karl Hugo Strunz richtet, erhielt das Mineral die System- und Mineral-Nr. VII/B.07-05. In der „Lapis-Systematik“ entspricht dies der Klasse der „Phosphate, Arsenate und Vanadate“ und dort der Abteilung „Wasserfreie Phosphate, mit fremden Anionen F,Cl,O,OH“, wo Coparsit zusammen mit Averievit, Dmisokolovit, Ericlaxmanit, Fingerit, Katiarsit, Kozyrevskit, Melanarsit, Popovit, Shchurovskyit, Starovait, Stoiberit, Urusovit und Yaroshevskit die unbenannte Gruppe VII/B.07 bildet.
Die von der IMA zuletzt 2009 aktualisierte 9. Auflage der Strunz’schen Mineralsystematik ordnet den Coparsit ebenfalls in die Abteilung der „Phosphate usw. mit zusätzlichen Anionen; ohne H2O“ ein. Diese ist allerdings weiter unterteilt nach der relativen Größe der beteiligten Kationen und dem Stoffmengenverhältnis der zusätzlichen Anionen (OH usw.) zum Phosphat-, Arsenat- bzw. Vanadatkomplex (RO4), so dass das Mineral entsprechend seiner Zusammensetzung in der Unterabteilung „Mit ausschließlich mittelgroßen Kationen; (OH usw.) : RO4 > 2 : 1“ zu finden ist, wo es als einziges Mitglied die unbenannte Gruppe 8.BE.80 bildet.
Auch die vorwiegend im englischen Sprachraum gebräuchliche Systematik der Minerale nach Dana ordnet den Coparsit in die Klasse der „Phosphate, Arsenate und Vanadate“ und dort in die Abteilung der „Wasserfreie Phosphate etc., mit Hydroxyl oder Halogen“ ein. Hier ist er als einziges Mitglied in der unbenannten Gruppe 41.11.07 innerhalb der Unterabteilung „Wasserfreie Phosphate etc., mit Hydroxyl oder Halogen mit verschiedenen Formeln“ zu finden.

## Chemismus
In der idealisierten (theoretischen) und von der IMA anerkannten Zusammensetzung besteht Coparsit mit der kristallchemischen Strukturformel Cu2+4[O2|Cl|(AsO4)] aus vier zweiwertigen Kupfer-Kationen (Cu) und dem aus Arsen (As) und Sauerstoff bestehenden, dreiwertigen Arsenat-Anion [AsO4]3−. Als Ladungsausgleich enthält Coparsit zusätzlich ein Chlor- (Cl) und zwei Sauerstoff-Anionen (O). Diese Zusammensetzung entspricht einem Massenanteil (Gew.-%) von 58,63 Gew.-% Cu, 22,14 Gew.-% O, 8,18 Gew.-% Cl und 11,05 Gew.-% As.
Bei der Analyse der natürlichen Mineralproben aus der Typlokalität Jadowitaja am Tolbatschik konnte allerdings immer ein signifikanter Anteil an Vanadium (V) gemessen werden, der einen Teil des Arsens in der Formel vertritt (Substitution, Diadochie). Entsprechend kann die Mischformel auch mit Cu4[Cl|O2|(As,V)O4] angegeben werden.

## Kristallstruktur
Coparsit kristallisiert orthorhombisch in der Raumgruppe Pbcm (Raumgruppen-Nr. 57) mit den Gitterparametern a = 5,44 Å; b = 11,15 Å und c = 10,33 Å sowie 4 Formeleinheiten pro Elementarzelle.

## Bildung und Fundorte
Coparsit bildet sich als Sublimationsprodukt aus vulkanischen Gasen, wo er unter anderem Einschlüsse in Euchlorin bildet. An seiner Typlokalität, der Fumarole Jadowitaja am zweiten Schlackenkegel des Tolbatschik auf Kamtschatka im Fernen Osten Russlands trat Coparsit vergesellschaftet mit Alumoklyuchevskit und Klyuchevskit, Hämatit, vanadiumreichem Lammerit, Kamchatkit, Ponomarevit, Tenorit und Tolbachit auf.
Bisher ist außer seiner Typlokalität kein weiterer Fundort für Coparsit bekannt (Stand 2020).